# 愛奧那 (南達科他州)
愛奧那（英語：Iona）是美國南達科他州萊曼縣一個非建制地區，總面積為356.9平方公里（137.8平方英里），並擁有100名人口（根據2000年美國人口普查數據）。愛奧那在美國原住民語言當中解作「周邊的火種」，而當地的美國郵遞區號則是57542。